# Idaea predotaria
Idaea predotaria là một loài bướm đêm trong họ Geometridae.